# フリードリヒ・フォン・アンハルト＝デッサウ
フリードリヒ・フォン・アンハルト＝デッサウ（Friedrich von Anhalt-Dessau, 1769年12月27日 - 1814年5月27日）は、ドイツのアンハルト＝デッサウ侯爵（1807年より公爵）家の世継ぎ公子。アンハルト＝デッサウ公レオポルト3世とその妻でブランデンブルク＝シュヴェート辺境伯フリードリヒ・ハインリヒの娘であるルイーゼの間の一人息子。

## 生涯
フリードリヒは1786年にプロイセン軍に入隊し、後に元帥の称号を得ている。また1805年にはデッサウにキューナウ（Kühnau）公園を建設している。フリードリヒが父の死の3年前に亡くなったため、長男のレオポルト4世が祖父の後を継いだ。
1792年6月12日にバート・ホンブルク・フォア・デア・ヘーエにおいて、ヘッセン＝ホンブルク方伯フリードリヒ5世の娘アマーリエ（1774年 - 1846年）と結婚し、間に7人の子女をもうけた。
- アウグステ（1793年 - 1854年） - 1816年、シュヴァルツブルク＝ルードルシュタット侯フリードリヒ・ギュンターと結婚
- レオポルト4世フリードリヒ（1794年 - 1871年） - アンハルト＝デッサウ公、のちアンハルト公
- ゲオルク（1796年 - 1865年）
- パウル（1797年）
- ルイーゼ（1798年 - 1858年） - 1818年、叔父のヘッセン＝ホンブルク方伯グスタフと結婚
- フリードリヒ・アウグスト（1799年 - 1864年）
- ヴィルヘルム（1807年 - 1864年）